# أنطونيو كابريرا
أنطونيو كابريرا (بالإسبانية: Antonio Cabrera)‏ (1928 بباراغواي - ) هو لاعب كرة قدم باراغواياني في مركز الدفاع، شارك في كأس أمريكا الجنوبية 1949 وكأس العالم 1950 وكأس أمريكا الجنوبية 1953. وشارك مع منتخب باراغواي لكرة القدم. أما مع النوادي، فقد لعب مع نادي ليبرتاد.

## وصلات خارجية
- أنطونيو كابريرا على موقع الاتحاد الدولي (مؤرشف)  (الإنجليزية)
- أنطونيو كابريرا على موقع Soccerway.com (الإنجليزية)
- أنطونيو كابريرا على موقع عالم كرة القدم.نت (الإنجليزية)